# Taywarah
Taywarah es una ciudad de Afganistán, perteneciente al distrito de su nombre. 
Su población es de 14.947 habitantes (2007). 
Está localizado en la parte sur y pertenece a la provincia de Ġawr. 
La ciudad es montañosa y en el invierno los caminos son inaccesibles. 